# فيانويفا دي تابيا
بلدية فيانويفا دي تابيا (بالإسبانية: Villanueva de Tapia) هي بلدية تقع في مقاطعة مالقة التابعة لمنطقة أندلوسيا جنوب إسبانيا.

## الديموغرافيا
بلغ عدد سكان بلدية فيانويفا دي تابيا 1.663 نسمة عام 2011 (وفقاً للمعهد الوطني الإسباني للإحصاء).
| 1.642 | 1.606 | 1.631 | 1.667 | 1.669 | 1.667 | 1.663 |